# King City, Oregon
King City är en stad i Washington County i Oregon. Vid 2010 års folkräkning hade King City 3 111 invånare.